# Tasnan
Die Tasnan ist ein 13 Kilometer langer linker Nebenfluss des Inns im Schweizer Kanton Graubünden. Sie durchfliesst die Täler Val Urschai und Val Tasna, ein Seitental des Unterengadins, und entwässert dabei ein Gebiet von rund 48 Quadratkilometern.

## Verlauf
Die Tasnan entspringt dem Gletscher Vadret da Tasna zwischen Piz Tasna (3179 m ü. M.) und Piz Laver (2984 m ü. M.). Sie fliesst anfangs in südwestliche Richtung durch das Val Urschai, das sich wenig später bei der Einmündung des Aua d'Urezzas mit dem Val d'Urezzas zum Val Tasna vereinigt. Der Fluss durchfliesst das Tal in südöstlicher Richtung und mündet schliesslich zwischen Ardez und Ftan auf 1234 m ü. M. in den Inn.

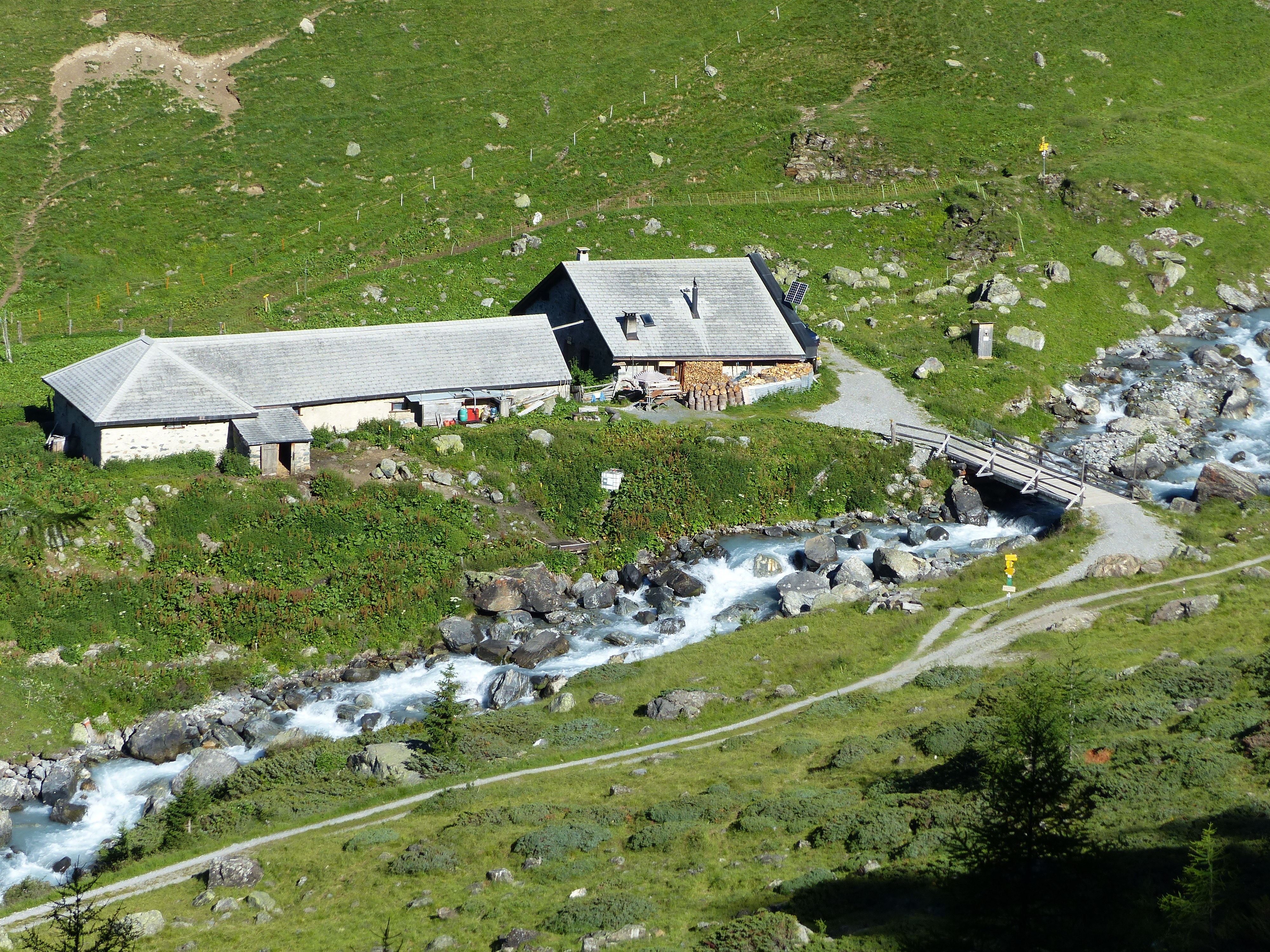
Alp Valmala mit Tasnan
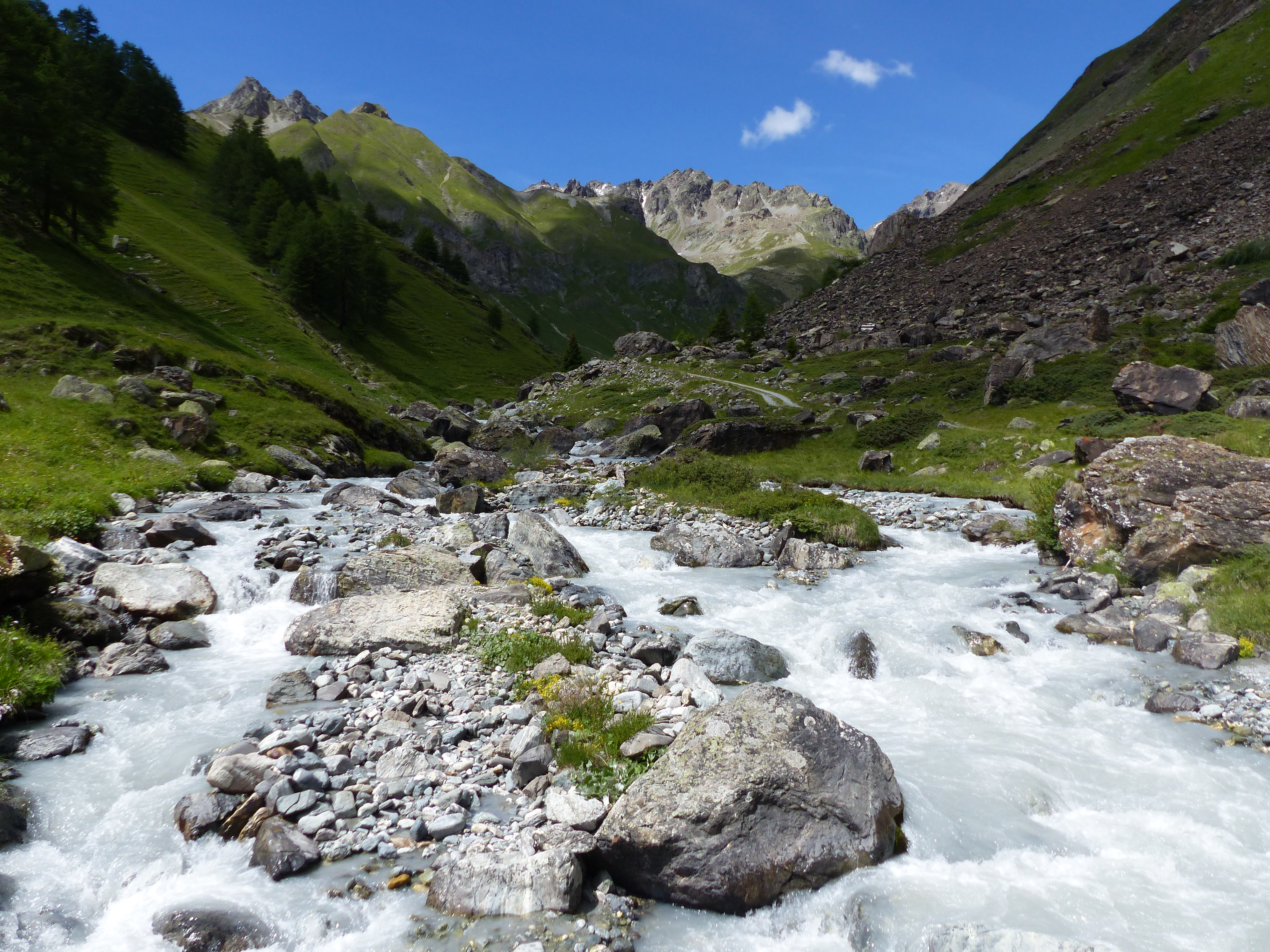
Tasnan bei der Alp Valmala
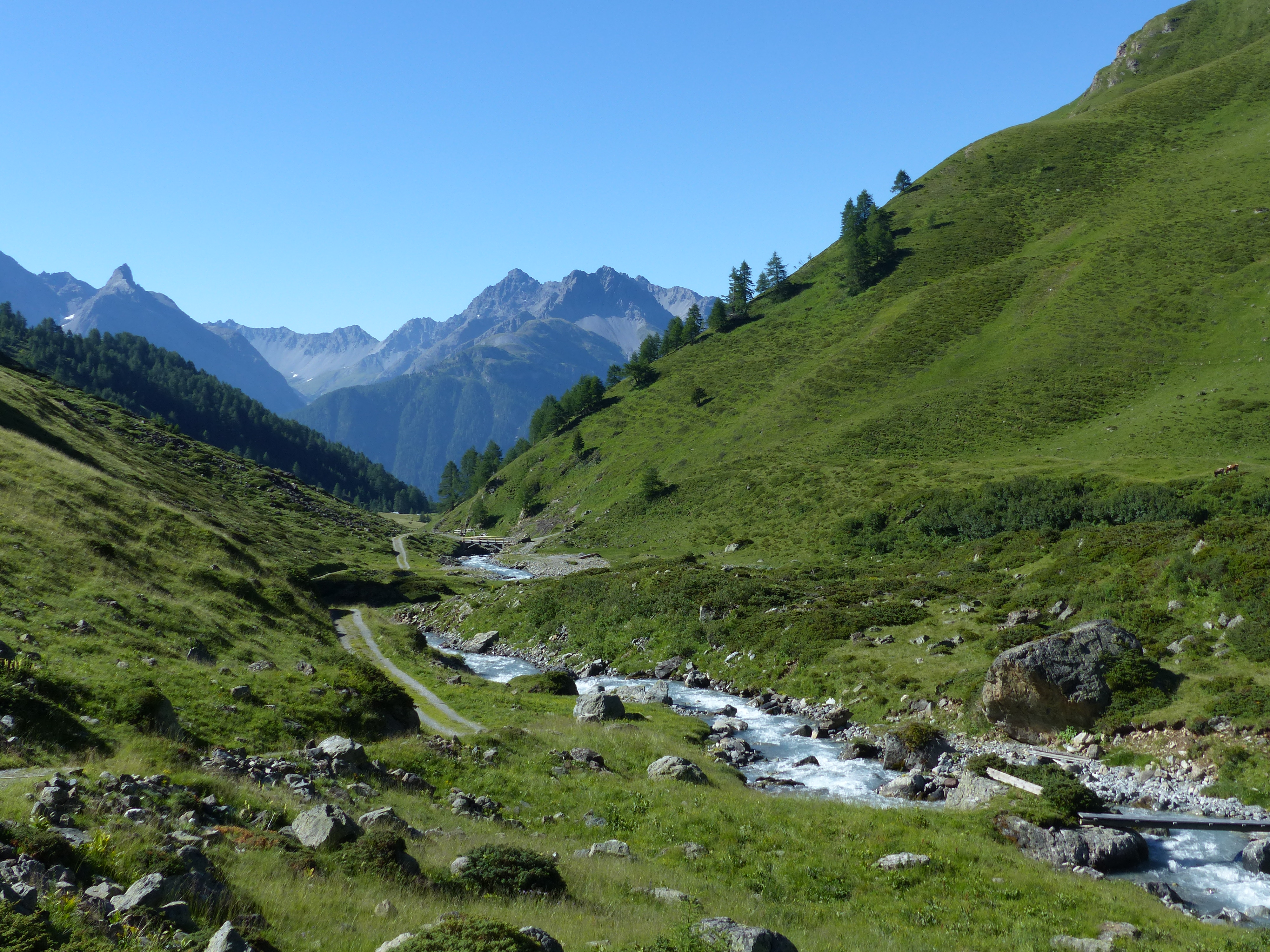
Val Tasna oberhalb der Alp Valmala
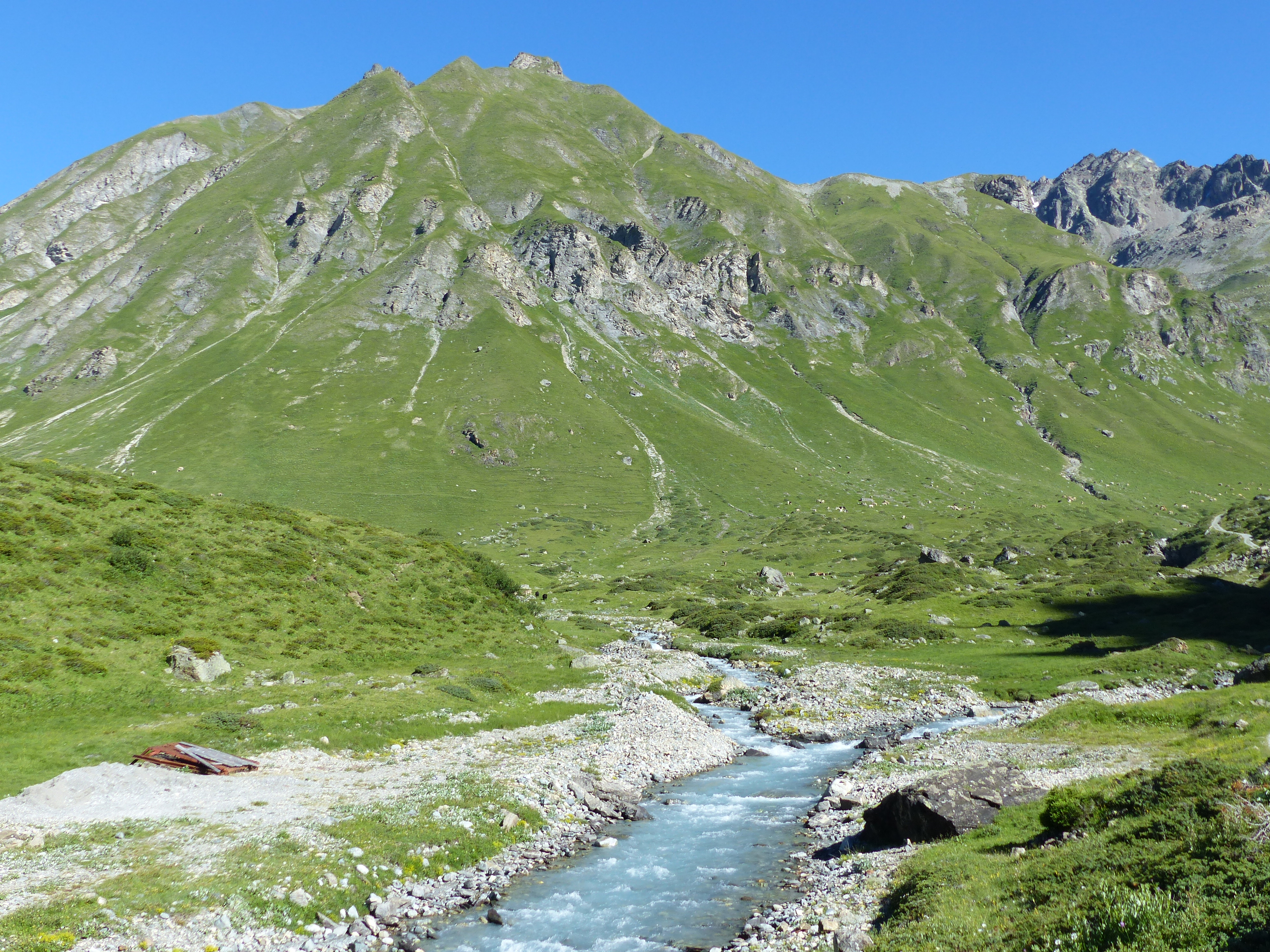
Mündung der Aua d'Urschai in die Tasnan